# 羅德斯多夫

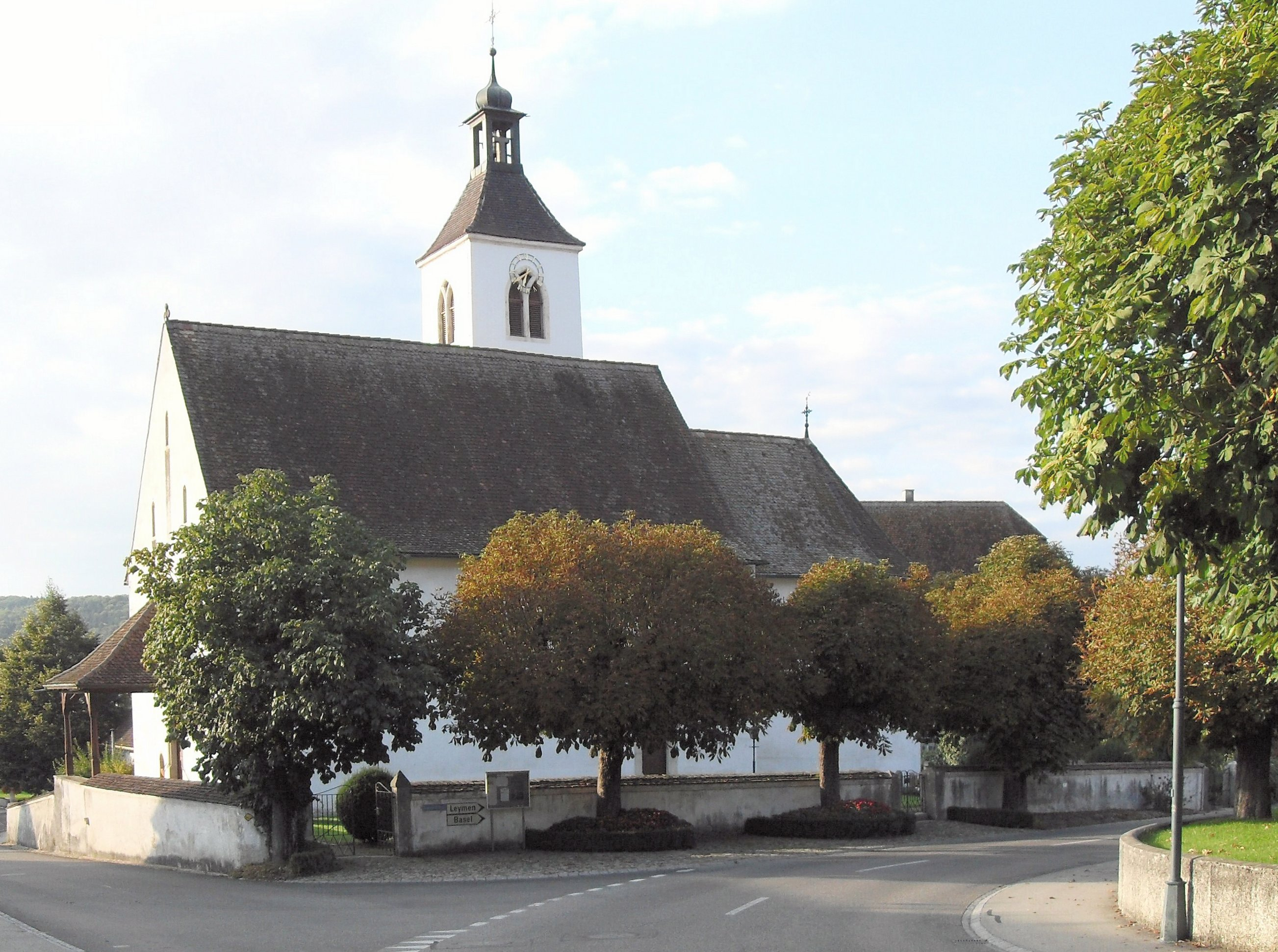

羅德斯多夫是瑞士的城鎮，位於該國北部，由索洛圖恩州負責管轄，面積5.34平方公里，海拔高度391米，2012年人口1,279，三成人口信奉羅馬天主教，人口密度每平方公里240人。

## 外部連結
- Official website （页面存档备份，存于） （德文）